# Нестерук, Борис Владимирович
Бори́с Влади́мирович Нестеру́к (2 октября 1956 — 18 ноября 2001) — советский молдавский легкоатлет, специалист по стипльчезу. Выступал на всесоюзном уровне в 1980-х годах, серебряный и бронзовый призёр чемпионатов СССР, победитель первенств всесоюзного и республиканского значения. Представлял Кишинёв и физкультурно-спортивное общество «Динамо». Мастер спорта СССР международного класса.

## Биография
Борис Нестерук родился 2 октября 1956 года. Занимался лёгкой атлетикой в Кишинёве, выступал за Молдавскую ССР и физкультурно-спортивное общество «Динамо».
Первого серьёзного успеха на всесоюзном уровне добился в сезоне 1980 года, когда на чемпионате СССР в Донецке выиграл серебряную медаль в беге на 3000 метров с препятствиями.
В 1981 году в беге на 2000 метров с препятствиями одержал победу на зимнем чемпионате СССР в Минске. В 3000-метровом стипльчезе получил серебро на всесоюзных соревнованиях в Сочи, взял бронзу на летнем чемпионате СССР в Москве.
В 1982 году выиграл всесоюзный старт в Гродно, стал бронзовым призёром на чемпионате СССР в Киеве и на соревнованиях в Подольске.
В 1983 году завоевал серебряную награду на зимнем чемпионате СССР в Москве. Принимал участие в чемпионате страны в рамках VIII летней Спартакиады народов СССР в Москве, где на предварительном квалификационном этапе установил свой личный рекорд в стипльчезе — 8:29.23, тогда как в финале финишировал шестым. Также в этом сезоне занял четвёртое место на всесоюзных соревнованиях в Ленинграде.
За выдающиеся спортивные достижения удостоен почётного звания «Мастер спорта СССР международного класса». Имел звание подполковника.
Умер 18 ноября 2001 года в возрасте 45 лет. Похоронен на Центральном (Армянском) кладбище в Кишинёве.